# فرنسيس بيرت (سياسي)
فرنسيس بيرت (بالإنجليزية: Francis Burt)‏ هو سياسي أمريكي، ولد في 13 يناير 1807 في بيندلتون في الولايات المتحدة، وتوفي في 18 أكتوبر 1854 في بيليفيو في الولايات المتحدة. حزبياً، نشط في الحزب الديمقراطي. وقد انتخب عضو مجلس نواب كارولاينا الجنوبية.